# Kirsten van Leusen
Kirsten van Leusen, född 15 februari 1998 är en svensk volleybollspelare (center). Hon spelar  i seniorlandslaget och (sedan 2023) för den nederländska klubben Sliedrecht Sport. Tidigare har hon spelat för tyska 2. Volleyball-Bundesliga-klubben Skurios Volleys Borken (2022-2023), Volley Ball Romans i franska tredjeligan (2020-2022) samt Engelholms VS (2017-2020).